# Bakhtjisaraj
Bakhtjisaraj (russisk og ukrainsk: Бахчисарáй; krimtatarisk: Bağçasaray; tyrkisk: Bahçesaray; persisk: باغچه سرای Bāghche Sarāy) er en by i det centrale Krim. Krim anses generelt som en del af Ukraine, men blev i 2014 optaget i Den Russiske Føderation som Republikken Krim. Byen er det administrative centrum i Bakhtjisaraj rajon og er tidligere hovedstad i Krim-khanatet.
Ved folketællingen i 2014 udgjorde befolkningen 27.448.

## Geografi
Bakhtjisaraj ligger i en smal dal ved floden Tjuruk-Su, ca. 20 km fra Sevastopol mod syd-vest og ca. 30 kilometer fra Simferopol mod nord-øst.

## Historie
Arkæologiske fund af den tidligste tilstedeværelse af mennesker i området omkring byen kan dateres tilbage til den ældre stenalder. Der har været menneskelig bosættelse i dalen siden Senantikken.
Byen blev etableret rundt om anlagte fæstningsanlæg. Bakhtjisaraj omtales første gang i historiske dokumenter fra 1502. I 1532 flyttede Krims khan sin residens til byen, hvorefter byen fungerede som hovedstad i Krim-khanatet og som krimtatarernes politiske og kulturelle centrum. Efter flere års krig mellem Krim-khantatet og Rusland erobrede russerne byen i 1737, hvorefter byen blev brændt ned. Efter den russiske erobring af Krim-khanatet i 1783 blev Bakhtjisaraj en almindelig by uden nævneværdig administrativ betydning. Den forblev dog i flere årtider herefter et kulturelt centrum for krimtatarerne.
Under Krimkrigen i 1853–56 fungerede byen som hospitalsby for de mange sårede russiske soldater. Salv om byen lå tæt ved fronten, blev den aldrig indtaget af osmannerne eller deres europæiske allierede, da disse hovedmål var havnebyen Sevastopol.
Da Det Russiske Kejserrige kollapsede ved de russiske revolutioner i 1917, blev Krim en del af den russiske sovjetrepublik, og da sovjetrepublikkerne i 1922 dannede Sovjetunionen, blev også Krim og Bakhtjisaraj en del af Sovjetunionen.
Under 2. verdenskrig mistænkte Stalin krimtatarerne for at samarbejde med de invaderende aksemagter, hvorfor der fra 1944 blev iværksat en deportation af krimtatarerne, den såkaldte Sürgün. Deportering var sket allerede fra 1860, men Sürgün-deporteringerne medførte, at byen blev tømt for tartarer. De blev først tilladt at vende tilbage efter Sovjetunionens sammenbrud.
Den Russiske sovjetrepublik overdrog i 1954 Krim til Ukrainske SSR (også inden for Sovjetunionen) som en "symbolsk gestus". Ved Sovjetunionens ophør i 1991 blev Ukrainske SSR omdannet til Republikken Ukraine. I forbindelse med Krim-krisen erklærede Krim sig uafhængig af Ukraine og søgte optagelse i den Russiske Føderation, hvilken optagelse fandt sted kort efter. Ruslands overtagelse er ikke anerkendt af flere lande, og Krim (og derved Bakhtjisaraj) er således generelt anset at være beliggende i Ukraine, hvorimod byen de facto er russisk.

## Galleri
- Paladset i Bakhtjisaraj